# Påståjaure
Påståjaure är en sjö i Gällivare kommun i Lappland och ingår i Kalixälvens huvudavrinningsområde. Sjön har en area på 1,78 kvadratkilometer och ligger 523,1 meter över havet. Påståjaure ligger i Lina fjällurskog Natura 2000-område.

## Delavrinningsområde
Påståjaure ingår i det delavrinningsområde (749283-167738) som SMHI kallar för Utloppet av Påståjaure. Medelhöjden är 566 meter över havet och ytan är 21,15 kvadratkilometer. Det finns inga avrinningsområden uppströms utan avrinningsområdet är högsta punkten. Påståjåkka som avvattnar avrinningsområdet har biflödesordning 2, vilket innebär att vattnet flödar genom totalt 2 vattendrag innan det når havet efter 346 kilometer. Avrinningsområdet består mestadels av skog (67 procent) och kalfjäll (18 procent). Avrinningsområdet har 2,55 kvadratkilometer vattenytor vilket ger det en sjöprocent på 12,1 procent.